# ريتشارد مالكوم جونستون
ريتشارد مالكوم جونستون (بالإنجليزية: Richard Malcolm Johnston)‏ هو مربي أمريكي، ولد في 8 مارس 1822 في مقاطعة هانكوك في الولايات المتحدة، وتوفي في 23 سبتمبر 1898 في بالتيمور في الولايات المتحدة.